# Ronny Philp
Ronny Philp (* 28. Januar 1989 in Hermannstadt, Rumänien) ist ein ehemaliger deutscher Fußballspieler und heutiger Fußballfunktionär.

## Karriere

### Als Spieler
Ein Jahr nach seiner Geburt wanderten Philps Eltern aus dem siebenbürgischen Sibiu mit ihm nach Deutschland aus und kamen nach Fürth. Im Alter von neun Jahren besuchte er ein Training beim Stadtteilklub TSV Burgfarrnbach und begann seine Vereinskarriere. 2002 wechselte er von der Jugend des TSV zur SpVgg Greuther Fürth. Dort durchlief er alle weiteren Jugendteams und bestritt in der A-Jugend in der U-19-Bundesliga in der Saison 2007/08 23 Spiele (3 Tore). 2008 wurde er in die zweite Mannschaft von Fürth in der Regionalliga Süd übernommen. Hatte er in der Jugend noch als Stürmer gespielt, so wurde er in der U-23 erst im Mittelfeld eingesetzt und war in seinem dritten Jahr schließlich Stammspieler in der Abwehr.
Zur Saison 2011/12 wechselte er gemeinsam mit Jim-Patrick Müller in die 3. Liga zum SSV Jahn Regensburg. Dort wurde er auf Anhieb mit guten Leistungen zum Stammspieler auf der Rechtsverteidigerposition. Ausgerechnet im Saisonfinale zog er sich jedoch im vorletzten Saisonspiel eine Bänderverletzung zu und verpasste so sowohl die letzte Begegnung, in der der dritte Platz in der Liga gesichert wurde, als auch die beiden Relegationsspiele gegen den Karlsruher SC, die den Aufstieg in die 2. Bundesliga bedeuteten.
Zur Saison 2012/13 wechselte er zum Bundesligisten FC Augsburg, bei dem er einen bis 2015 gültigen Vertrag unterschrieb. Am 20. Januar 2013 (18. Spieltag) debütierte er in der Bundesliga, als sein Verein mit 3:2 gegen Fortuna Düsseldorf gewann. Für die Rückrunde der Saison 2014/15 wurde er in die 2. Bundesliga zu seinem ehemaligen Jugendklub SpVgg Greuther Fürth verliehen.
Im August 2015 wurde Philp vom 1. FC Heidenheim verpflichtet. Bei dem Zweitligisten unterschrieb er einen Vertrag bis zum 30. Juni 2019. Am 14. August 2015 stand er im Heimspiel gegen Fortuna Düsseldorf in der Startaufstellung.
Zur Saison 2018/19 unterschrieb Philp einen Dreijahresvertrag beim bayerischen Regionalligisten 1. FC Schweinfurt 05.

### Als Funktionär
2021 beendete er seine Karriere und war danach im Scouting der SpVgg Greuther Fürth aktiv. Dort wurde er im November 2024 als neuer Kaderplaner vorgestellt.

## Erfolge
- Aufstieg in die 2. Bundesliga 2012 mit Jahn Regensburg

## Sonstiges
Seit 2013 engagiert sich Ronny Philp bei Show Racism the Red Card – Deutschland e. V. Im September beteiligte er sich bei einem Workshop der Bildungsinitiative und berichtete den Schülern und Schülerinnen über seine eigenen Erfahrungen mit Rassismus und Diskriminierung.
Mitte 2014 heiratete Ronny Philp die in Österreich geborene Patrizia Paul. Ende 2013 kam Sohn Emilian zur Welt.